# Un été fou fou fou
Pour plus de détails, voir Fiche technique et Distribution.
Un été fou fou fou (One Crazy Summer) est un film américain de Savage Steve Holland sorti en 1986.

## Synopsis
Le très timide et malchanceux Hoops McCann part en vacances avec son ami George sur l'île de Nantucket. Sur cette plage de rêve, ils rencontrent la pétulante et jolie Cassanda, une rockeuse bourrée de talent, qui est poursuivie par un gang de motards. Cette rencontre marque le début pour nos jeunes gens d'un été fou.

## Fiche technique
Sauf indication contraire, les informations mentionnées dans cette section peuvent être confirmées par la base de données cinématographiques IMDb,  présente dans la section « Liens externes ».
- Titre original : One Crazy Summer
- Titre français : Un été fou fou fou
- Réalisation : Savage Steve Holland
- Scénario : Savage Steve Holland
- Décors : Gary Moreno
- Costumes : Brad R. Loman
- Photographie : Isidore Mankofsky
- Montage : Mitchell Sinoway
- Musique : Cory Lerios
- Production : Michael Jaffe
- Sociétés de production : A&M Films et Warner Bros. Pictures
- Sociétés de distribution : Warner Bros.
- Budget : 9 millions de dollars
- Pays d'origine : États-Unis
- Format : Couleurs - 1,85:1 - Dolby - 35 mm
- Genre : Comédie romantique
- Durée : 89 minutes
- Dates de sortie[1] :
  - États-Unis : 8 août 1986

## Distribution
- John Cusack : Hoops McCann
- Demi Moore : Cassandra Eldridge
- Curtis Armstrong : Ack Ack Raymond
- Bobcat Goldthwait : Egg Stork
- Joel Murray : George Calamari
- William Hickey : le vieil homme Beckerstead
- Joe Flaherty : le général Raymond
- Mark Metcalf : Aguilla Beckerstead
- John Matuszak : Stain
- Kimberly Foster : Cookie Campbell
- Matt Mulhern : Teddy Beckerstead
- Rich Little : DJ du concours de la radio
- Tom Villard : Clay Stork
- Jeremy Piven : Ty
- Rich Hall : Wilbur, pompiste
- Taylor Negron : Taylor, pompiste
- Billie Bird : la grand-mère Calamari
- Bruce Wagner : l'oncle Frank